# Federico Delbonis
Federico Delbonis (Azul, 5 ottobre 1990) è un ex tennista argentino.
È stato uno specialista della terra rossa, superficie su cui ha giocato tutte le finali raggiunte da professionista a eccezione di quella di Coppa Davis 2016 contro la Croazia, disputata sul cemento, nella quale ha conquistato il punto decisivo assicurando all'Argentina il primo storico trionfo nella manifestazione. Vanta due titoli in singolare e altrettanti in doppio nel circuito ATP, oltre a diversi titoli nei circuiti minori. Il suo più alto ranking ATP in singolare è stata la 33ª posizione raggiunta il 9 maggio 2016.

## Carriera

### 2007-2008, inizi da professionista
Esordisce tra i professionisti nel maggio 2007 con una vittoria in singolare al primo turno del torneo Futures ITF Argentina F3, guadagnando il primo punto nel ranking. Due mesi dopo raggiunge le semifinali in doppio allo Spain F28 e nello Spain F32 si spinge nei quarti in singolare. Nel maggio 2008 gioca e perde la sua prima finale ITF al torneo di doppio dello Spain F17 e in settembre perde la finale in doppio anche all'Argentina F10.

### 2009, primo titolo ITF e Challenger, debutto nel circuito ATP e top 200
Il 1º febbraio 2009 conquista il suo primo trofeo da professionista battendo in 2 set il brasiliano Nicolas Santos nella finale del torneo Guatemala F1. In marzo fa il suo esordio nel circuito Challenger a Napoli; al secondo turno sconfigge il nº 96 ATP Ivo Minář, primo top 100 battuto in carriera, e viene quindi eliminato nei quarti da Pablo Andújar. In maggio disputa il suo ultimo torneo ITF Futures raggiungendo la finale sia in singolare che in doppio all'Argentina F7, per poi dedicarsi soprattutto ai Challenger. In giugno raggiunge la semifinale a Milano e viene sconfitto da Vincent Millot. Un mese più tardi debutta nel circuito maggiore superando le qualificazioni a Gstaad e viene eliminato al primo turno dall'idolo locale Stan Wawrinka. Il 30 agosto vince a Manerbio il suo primo titolo Challenger sconfiggendo in finale per 6-1, 6-3 Leonardo Tavares, dopo essere partito dalle qualificazioni. Il risultato gli consente un balzo di 100 posizioni nel ranking salendo alla 242ª. Grazie ai quarti raggiunti nel Challenger di Santiago a fine ottobre chiude la stagione nella top 200, in 195ª posizione.

### 2010, un titolo Challenger e 117º nel ranking
Inizia la nuova stagione uscendo nelle qualificazioni in 6 tornei del circuito maggiore tra i quali l'Australian Open, prima esperienza in una prova dello Slam. Torna a giocare nei Challenger e il 4 aprile perde la finale a Napoli contro Rui Machado. Tre settimane più tardi vince il titolo al Roma Open superando in finale il nº 47 ATP Florian Mayer. Continua a risalire il ranking qualificandosi all'ATP dell'Estoril e con la semifinale al Challenger di Zagabria. Fa la sua prima esperienza al Roland Garros venendo eliminato al primo turno di qualificazione. Conquista punti nei successivi Challenger e con la finale persa in luglio a Rimini raggiunge il 117º posto del ranking. In ottobre disputa e perde a Buenos Aires la sua prima finale di doppio in un Challenger. Nella seconda parte della stagione raccoglie in singolare soprattutto sconfitte, tra cui quella al primo turno di qualificazione agli US Open, e chiude l'anno in 160ª posizione.

### 2011, prima semifinale ATP in singolare e primi titoli Challenger in doppio
A inizio 2011 recupera posizioni con la semifinale nel Challenger di San Paolo del Brasile in gennaio e i quarti di finale a Salinas, dove il 6 marzo conquista il primo Challenger in doppio, in coppia con Facundo Bagnis, battendo in finale Rogério Dutra da Silva / João Souza per 6-2, 6-1. Nei tornei successivi in singolare viene eliminato sempre nelle fasi iniziali o nelle qualificazioni fino a luglio, quando vince sei incontri al torneo ATP di Stoccarda; supera le qualificazioni e vince il suo primo incontro nel circuito maggiore battendo il nº 20 ATP Florian Mayer, al secondo turno ha la meglio sul nº 45 Serhij Stachovs'kyj e dopo il successo su Pavol Cervenak viene eliminato in 3 set in semifinale da Juan Carlos Ferrero, che si aggiudicherà il titolo. In doppio raggiunge altre due finali Challenger, perdendo quella di Marburgo in giugno e vincendo con Renzo Olivo quella di Como in settembre.

### 2012, un titolo Challenger in doppio
Inizia la stagione nei tornei ATP perdendo nei quarti di finale a Viña del Mar contro Carlos Berlocq, in febbraio supera le qualificazioni e il primo turno a Buenos Aires ed esce di scena per mano di Nicolás Almagro. In aprile fa il suo debutto nel tabellone principale di un Masters 1000 a Monte Carlo e viene eliminato al primo turno. La prima vittoria in un Masters 1000 arriva in maggio nel primo turno a Madrid e nel turno successivo strappa un set al nº 8 del mondo Janko Tipsarević. Nel resto della stagione non ottiene altri grandi risultati in singolare. In doppio disputa pochi tornei nel 2012, e delle 2 finali raggiunte nei Challenger vince in marzo quella di Rabat, che sarà il suo unico titolo stagionale.

### 2013, prima finale ATP, vittoria su Federer e 55º nel ranking

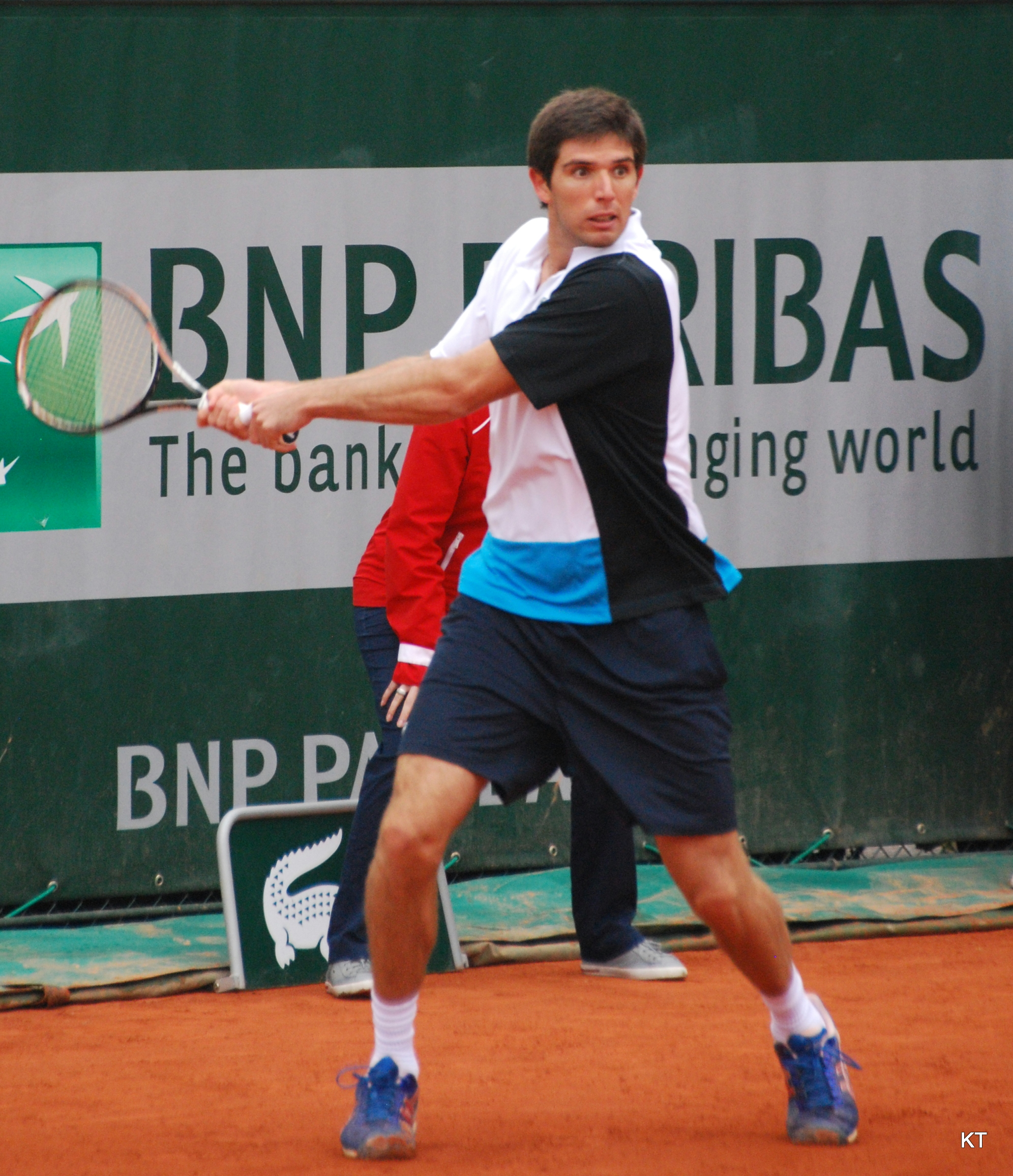
All'Open di Francia 2013

A inizio stagione perde la finale di doppio nel Challenger di San Paolo e vince in singolare quello di Bucaramanga. In febbraio raggiunge nei tornei ATP il secondo turno a Viña del Mar e i quarti a Buenos Aires. Dopo 3 finali perse in doppio nei Challenger a inizio stagione, in aprile sconfigge Facundo Bagnis nella finale del Challenger di Barranquilla e il giorno dopo fa il suo ingresso nella top 100 del ranking, al 98º posto. A Barranquilla si aggiudica il titolo anche in doppio e porta il suo miglior ranking di specialità alla 159ª posizione. In maggio debutta nel cartellone principale di uno Slam al Roland Garros sconfiggendo Julian Reister e al secondo turno cede in 4 set a Michail Južnyj. In luglio raggiunge all'ATP 500 di Amburgo la sua prima finale del circuito maggiore; supera le qualificazioni e nel main draw sconfigge tra gli altri il nº 29 ATP Tommy Robredo, il nº 34 Fernando Verdasco e in semifinale ottiene la vittoria più significativa della prima parte della carriera sconfiggendo il nº 5 del mondo Roger Federer per 7-6 7-6. Nella sfida per il titolo contro Fabio Fognini spreca 3 match ball nel secondo set e perde con il punteggio di 6-4 6-7 2-6. Con questo risultato risale 49 posizioni del ranking e si piazza alla 65ª.
In agosto perde la finale in singolare nel Challenger di Liberec; verso fine mese fa il suo esordio nel tabellone principale del doppio agli US Open in coppia con Leonardo Mayer e viene subito sconfitto dai numeri 1 del mondo Bob e Mike Bryan. In settembre raggiunge i quarti di finale sia in singolare che in doppio nell'ATP 250 di Kuala Lumpur e in ottobre ritocca il proprio best ranking in singolare salendo in 55ª posizione.

### 2014, primo titolo ATP, debutto in Davis e nº 34 ATP
Inizia il 2014 con due soli incontri vinti in singolare nei primi 5 tornei a cui partecipa, venendo tra l'altro eliminato al primo turno al suo esordio assoluto nel main draw dell'Australian Open. Dopo i quarti di finale in doppio a Rio de Janeiro, il 2 marzo si aggiudica il primo titolo ATP in carriera imponendosi nella finale di San Paolo del Brasile su Paolo Lorenzi con il punteggio di 4-6, 6-3, 6-4, dopo aver eliminato al secondo turno il nº 17 ATP Nicolás Almagro. A San Paolo si spinge fino in semifinale nel torneo di doppio. Continua a risalire la classifica in singolare con la semifinale raggiunta in aprile a Casablanca (dove disputa anche la finale in doppio), il mese successivo viene sconfitto in finale a Nizza da Ernests Gulbis e si insedia al 34º posto del ranking. Gli ultimi risultati importanti della stagione arrivano in luglio sulla terra rossa con i quarti in singolare a Stoccarda e la semifinale in doppio a Gstaad. Ad Amburgo non difende i punti guadagnati con la finale dell'anno prima, venendo eliminato al secondo turno. Non raccoglie successi significativi sul cemento e sull'erba; durante la stagione fa il suo esordio assoluto in singolare nei tabelloni principali a Wimbledon, uscendo al primo turno, e agli US Open, dove si ferma al secondo. In settembre esordisce in Coppa Davis nei Play Off del World Group vinti 3-2 contro Israele; viene schierato in doppio in coppia con Zeballos e perde al quinto set contro Ram / Erlich.

### 2015, semifinale di Davis e 3 titoli Challenger
Vince i suoi primi incontri del 2015 in febbraio, raggiungendo i quarti di finale in singolare a Rio de Janeiro e a Buenos Aires, dove arriva in semifinale in doppio. Il debutto in singolare in Coppa Davis avviene in marzo nella sfida vinta 3-2 contro il Brasile, quando conquista il punto decisivo per il passaggio del turno sconfiggendo Bellucci in 4 set. Qualche giorno dopo torna a vincere un incontro dopo 3 anni in un Masters 1000 a Indian Wells, ed esce al secondo turno. Sceso in classifica all'88º posto, torna a giocare nel circuito Challenger e in aprile vince quello di Sarasota senza perdere alcun set. In maggio esce in semifinale dell'ATP 250 di Ginevra per mano di João Sousa, dopo aver eliminato nei quarti il padrone di casa e nº 9 del mondo Stan Wawrinka. A fine giugno sconfigge Rogério Dutra da Silva nella finale del Challenger di Milano. In luglio contribuisce al passaggio in semifinale di Davis dell'Argentina battendo Viktor Troicki dopo essere stato in svantaggio di due set e un mese più tardi esce nei quarti a Kitzbuhel. In settembre perde entrambi i singolari nella sfida di Davis persa 3-2 contro il Belgio, che accede alla finale. In ottobre si aggiudica il Challenger di Roma battendo in finale Filip Krajinović.

### 2016, trionfo in Coppa Davis, secondo titolo ATP, 33º nel ranking e vittoria su Murray

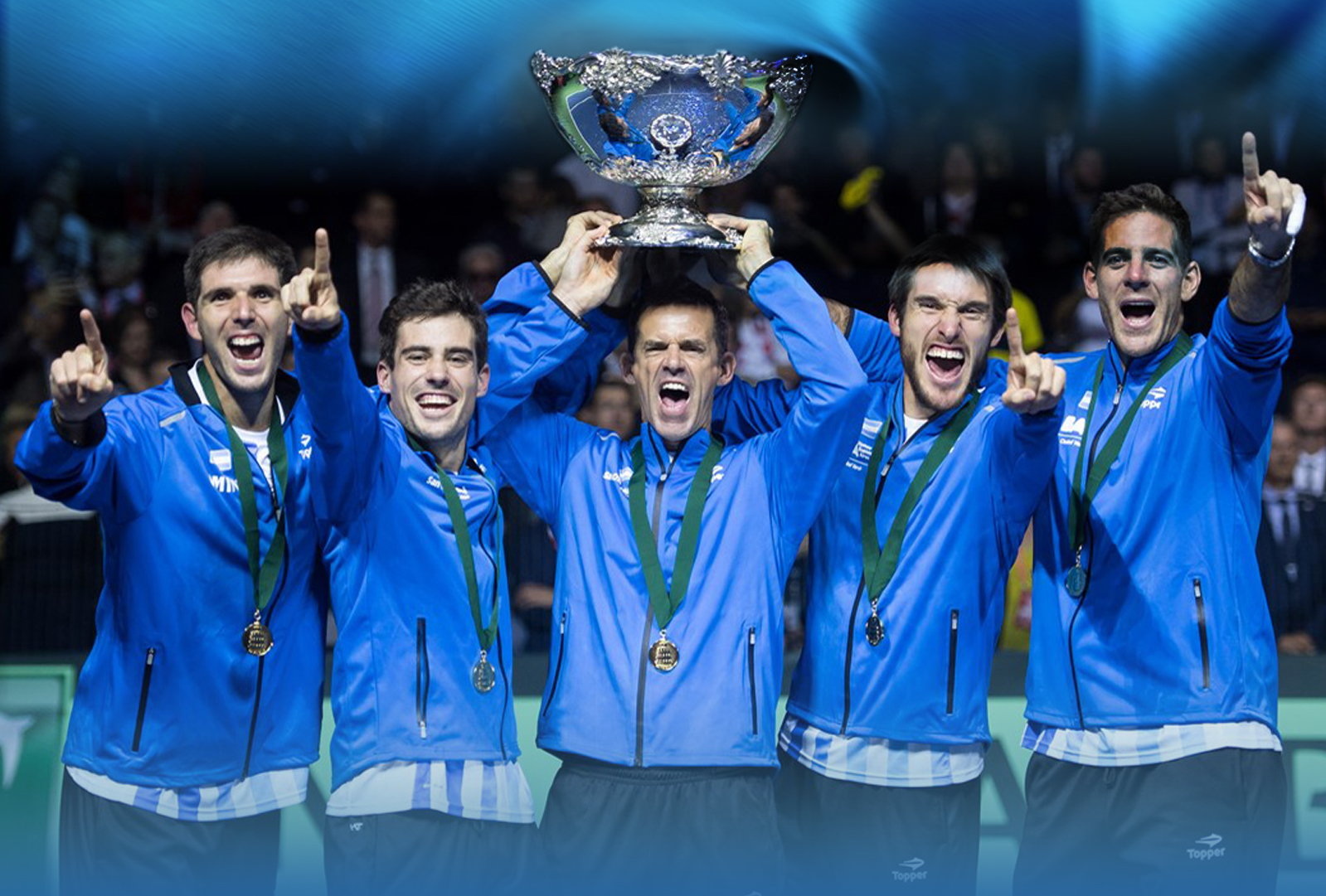
Delbonis, primo a sinistra, festeggia con i compagni la prima Coppa Davis vinta dall'Argentina

Raggiunge per la prima volta un terzo turno in un torneo dello Slam agli Australian Open e nelle settimane seguenti arriva nei quarti a Rio de Janeiro e a San Paolo del Brasile. In marzo raggiunge per la prima volta il quarto turno in un Masters 1000 a Indian Wells, dove ottiene una delle sue vittorie più significative eliminando al terzo turno il nº 2 del mondo Andy Murray prima di uscire di scena per mano di Gaël Monfils. Il 10 aprile 2016 vince a Marrakech il suo secondo titolo ATP battendo in finale Borna Ćorić col punteggio di 6-2, 6-4. Quello stesso mese raggiunge due semifinali ATP a Bucarest e a Istanbul, grazie alle quali il 9 maggio migliora il suo best ranking salendo in 33ª posizione. In luglio torna a essere protagonista in Coppa Davis contribuendo alla vittoria per 3-1 sull'Italia nei quarti di finale a Pesaro con i successi in singolare su Seppi e Fognini. Rappresenta inoltre per la prima volta l'Argentina alle Olimpiadi nei Giochi di Rio de Janeiro, perdendo al primo turno sia in singolare che in doppio. A fine novembre prende parte alla finale di Coppa Davis a Zagabria contro la Croazia, perde l'incontro d'esordio contro Marin Čilić in cinque set, ma batte nell'incontro decisivo il nº 20 ATP Ivo Karlović per 6-3, 6-4, 6-2, regalando all'Argentina la prima storica Coppa Davis. Ottiene il suo più grande trionfo in carriera sul cemento, superficie su cui non aveva mai disputato alcuna finale.

### 2017, semifinale ad Amburgo e 3 titoli Challenger
Il primo risultato di rilievo del 2017 sono i quarti di finale giocati a inizio marzo a San Paolo del Brasile; a fine mese perde in 3 set contro il nº 4 del mondo Kei Nishikori al quarto turno del Miami Masters, dopo che al secondo turno aveva eliminato il nº 19 Carreño Busta. Un infortunio subito al piede al primo turno a Marrakech gli impedisce di difendere il titolo dell'anno precedente e lo costringe a stare fuori dal circuito per un mese e mezzo. Esce dalla top 100 dopo 46 mesi di permanenza e quando rientra si trova al 139º posto del ranking; rientra tra i top 100 nel giro di un mese con le due finali Challenger disputate a Prostějov, persa contro Jiří Veselý, e a Todi, dove batte Marco Cecchinato. La settimana successiva è costretto al ritiro durante la finale del Challenger di Milano. In luglio torna in semifinale nell'ATP 500 di Amburgo, dove nel 2013 era stato a un passo dal titolo; elimina tra gli altri il nº 33 ATP David Ferrer e il 32 Karen Chačanov e viene sconfitto da Leonardo Mayer, che vincerà il titolo. In ottobre vince il Challenger di Cali.

### 2018, primo titolo ATP in doppio e un titolo Challenger
Eliminato al primo turno nei primi tre tornei stagionali, in febbraio raggiunge per la prima volta la semifinale nella sua Buenos Aires e viene piegato in 3 set da Aljaž Bedene. Due settimane dopo vince a San Paolo del Brasile in coppia con Máximo González il suo primo torneo ATP di doppio, sconfiggendo in finale Wesley Koolhof / Artem Sitak per 6-4, 6-2. Un infortunio a un piede subito in marzo lo tiene fermo un mese e nei tornei su terra battuta supera per la prima volta il secondo turno in luglio a Båstad, dove cede nei quarti a Fognini che vincerà il titolo. Due settimane più tardi perde la finale di doppio a Kitzbühel in coppia con Daniele Bracciali. Finisce la stagione giocando in singolare nei Challenger, in settembre vince quello di Biella superando in finale Stefano Napolitano e in ottobre viene sconfitto sia nella finale di Campinas che in quella di Santo Domingo da Cristian Garín.

### 2019, un titolo ATP in doppio e un titolo Challenger

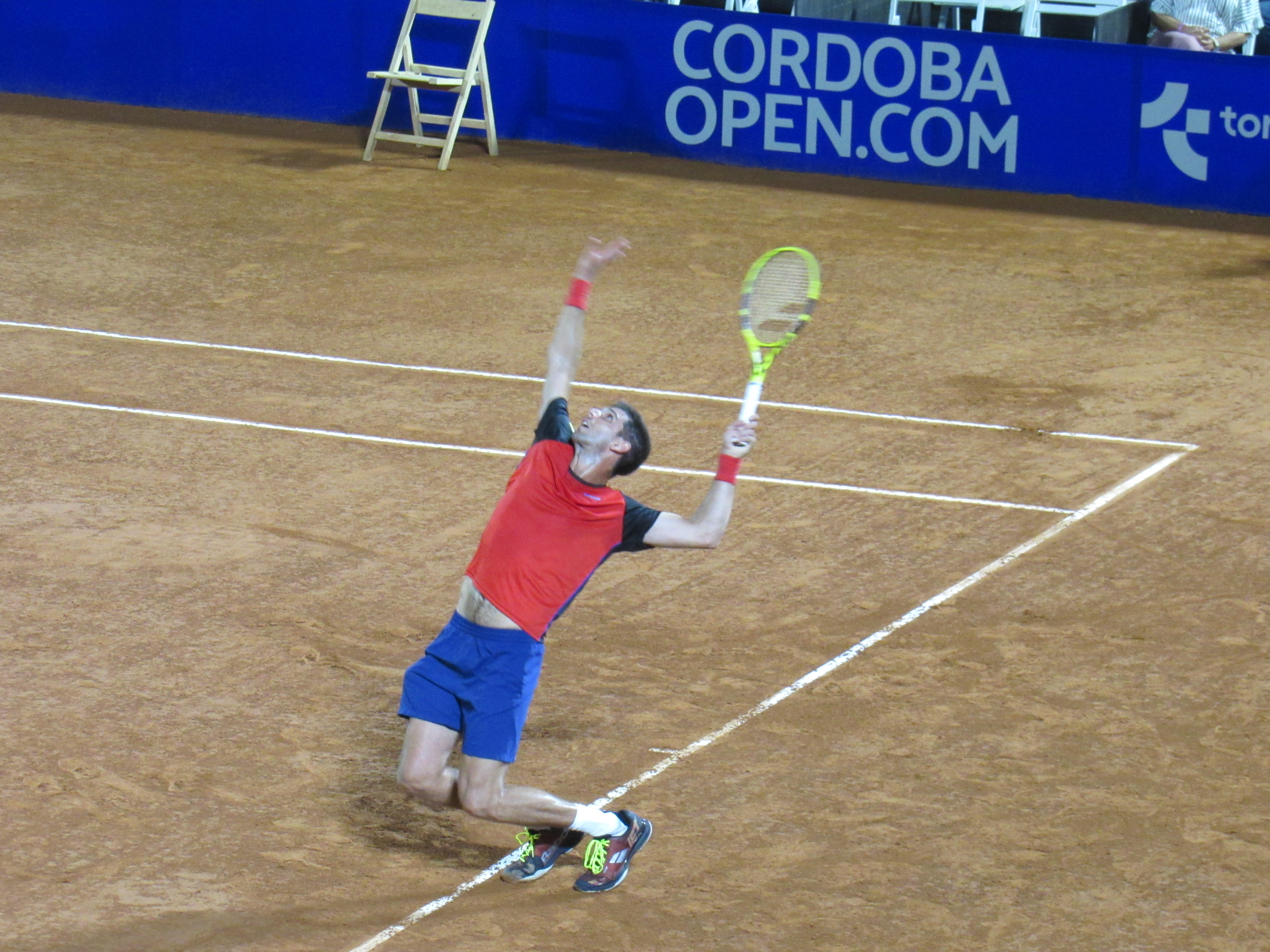
Caricamento del servizio al Córdoba Open 2019

In febbraio raccoglie un solo gioco contro Juan Ignacio Londero in semifinale nella prima edizione del Córdoba Open. Due settimane dopo Delbonis e Gonzalez si confermano campioni a San Paolo del Brasile superando in finale per 6-4, 6-3 Luke Bambridge / Jonny O'Mara. In marzo disputa un ottimo torneo al Miami Masters, nel quale sconfigge il nº 39 ATP John Millman e al terzo turno strappa un set al nº 1 del mondo Novak Đoković. Nei primi tre tornei primaverili sul rosso esce al primo turno e torna a mettersi in luce con la semifinale a Ginevra, in cui viene eliminato dal nº 5 ATP Alexander Zverev con il punteggio di 5-7, 7-6, 3-6. Dopo le eliminazioni al secondo turno al Roland Garros, dove raggiunge il terzo turno in doppio, e al primo a Wimbledon, in luglio si impone su García López nella finale del Challenger di Perugia. La settimana dopo perde contro Nicolas Járry in semifinale a Båstad, mentre in doppio viene sconfitto in finale insieme a Horacio Zeballos da Sander Gillé / Joran Vliegen. A fine torneo stabilisce il suo miglior ranking in doppio al 110º posto. Al secondo turno di Amburgo subisce la seconda sconfitta stagionale contro Zverev. Raccoglie pochi risultati di rilievo nella stagione autunnale sul cemento e nell'ultimo torneo stagionale, sulla terra del Challenger di Montevideo, cede in finale a Jaume Munar.

### 2020, tre volte nei quarti di finale in tornei ATP
All'Australian Open torna a vincere un incontro nel circuito maggiore dopo 6 sconfitte consecutive e al secondo turno il sorteggio lo mette di fronte a Nadal, che vince in 3 set. A fine febbraio perde nei quarti di finale di Santiago del Cile da Casper Ruud. Ha quindi inizio la lunga pausa del tennis mondiale per la pandemia di COVID-19, rientra a giocare in agosto e tra i risultati di fine stagione spiccano i quarti di finale raggiunti nei tornei ATP di Kitzbühel in settembre, perdendo dal futuro vincitore Miomir Kecmanović, e di Pula in ottobre, dove cede a sorpresa al nº 166 ATP Danilo Petrović. Al primo turno del Roland Garros, disputato eccezionalmente in autunno, spreca un matchball nel quinto set perso 14-12 contro Juan Ignacio Londero dopo quasi 5 ore di gioco.

### 2021, quarti di finale agli Internazionali d'Italia e quarto turno al Roland Garros
A inizio stagione soffre di problemi alla schiena e nei primi 3 tornei non va oltre il secondo turno. In marzo perde in semifinale in singolare e in finale in doppio a Santiago del Cile. In questo mese si separa dal suo coach storico Gustavo Tavernini, che gli aveva insegnato a giocare a tennis da bambino e lo aveva seguito per tutta la carriera, per affidarsi all'ex nº 20 nel ranking di doppio Mariano Hood. Rivitalizzato dal cambiamento, mette assieme una serie di buone prestazioni a cominciare da Belgrado, dove in aprile raggiunge i quarti. Nei primi turni del Masters di Madrid ha la meglio sul nº 12 ATP Carreño Busta e sul 37 Albert Ramos Viñolas prima di inchinarsi al terzo turno a Matteo Berrettini, che raggiungerà la finale. Agli Internazionali d'Italia disputa per la prima volta un quarto di finale in un Masters 1000; elimina nell'ordine i quotati Chačanov, Goffin e Auger-Aliassime e viene sconfitto da Reilly Opelka. Con questo risultato rientra nella top 50 del ranking dopo 50 mesi di assenza. Al secondo torneo di Belgrado perde a sorpresa la semifinale contro il qualificato Alex Molčan.
Al Roland Garros raggiunge per la prima volta il quarto turno in una prova dello Slam superando Radu Albot, Pablo Andújar, che al primo turno aveva eliminato il nº 4 del mondo Dominic Thiem, e Fabio Fognini. Si arrende in 4 set all'emergente Alejandro Davidovich Fokina. A Wimbledon subisce la decima sconfitta su altrettanti incontri disputati in singolare nei tornei sull'erba del circuito maggiore. Subito torna a mettersi in luce sulla terra battuta di Amburgo, dove batte tra gli altri Albert Ramos Viñolas e viene eliminato in semifinale da Pablo Carreño Busta. Negli ultimi nove tornei disputati in stagione vince in totale un solo incontro ma in ottobre raggiunge comunque la 40ª posizione del ranking, la migliore degli ultimi cinque anni.

### 2022, una semifinale ATP e discesa nel ranking
Inaugura la stagione all'ATP Cup, vince due dei tre incontri disputati e l'Argentina viene eliminata dalla Polonia. Perde al primo turno nei successivi tre tornei, tra cui gli Australian Open, e si riprende a Buenos Aires con i successi su Juan Martín del Potro – al rientro dopo una lunga convalescenza – Pablo Andujar e Fabio Fognini; viene eliminato in semifinale da Casper Ruud e risale alla 37ª posizione mondiale. Nei tornei successivi si mette in luce solo in doppio, con la semifinale raggiunta a Santiago e i quarti di finale a Miami. In singolare inizia invece un lungo periodo negativo in cui vince pochissimi incontri, non ripete i buoni risultati della primavera 2021 sulla terra battuta europea e a luglio esce dalla top 100. Nel prosieguo di stagione vince un solo incontro ATP e i pochi successi raccolti nei Challenger lo mantengono a ridosso della top 100.

### 2023-2024, un titolo Challenger e ritiro
Continua il momento negativo nella prima parte del 2023, a tutto maggio vince un solo match nei tabelloni principali ATP e tre nei tornei Challenger. Ad aprile esce dalla top 200 in singolare, ed è costretto a giocare nelle qualificazioni anche per i Challenger. Quasi del tutto inattivo in doppio dal giugno 2022, a maggio esce dal ranking di specialità. A fine giugno vince il suo primo titolo dopo quasi 4 anni al Challenger di Cali, dove in finale ha la meglio al terzo set su Guido Andreozzi. Disputa il suo ultimo incontro in singolare a ottobre uscendo nei quarti di finale al Challenger di Santa Fe. Il 29 gennaio 2024 annuncia il suo ritiro dalle competizioni, e nel febbraio successivo fa la sua ultima apparizione nel circuito in doppio all'Argentina Open.

## Statistiche

### Singolare

#### Vittorie (2)
| Legenda              |
| Grande Slam (0)      |
| ATP Finals (0)       |
| ATP Masters 1000 (0) |
| ATP Tour 500 (0)     |
| ATP Tour 250 (2)     |

| N. | Data           | Torneo                          | Superficie      | Avversario in finale | Punteggio     |
| 1. | 2 marzo 2014   | Brasil Open, San Paolo          | Terra rossa (i) | Paolo Lorenzi        | 4-6, 6-3, 6-4 |
| 2. | 10 aprile 2016 | Grand Prix Hassan II, Marrakech | Terra rossa     | Borna Ćorić          | 6-2, 6-4      |

#### Sconfitte (2)
| Legenda              |
| Grande Slam (0)      |
| ATP Finals (0)       |
| ATP Masters 1000 (0) |
| ATP Tour 500 (1)     |
| ATP Tour 250 (1)     |

| N. | Data           | Torneo                          | Superficie  | Avversario in finale | Punteggio        |
| 1. | 21 luglio 2013 | German Open Hamburg, Amburgo    | Terra rossa | Fabio Fognini        | 6-4, 6(8)-7, 2-6 |
| 2. | 24 maggio 2014 | Open de Nice Côte d'Azur, Nizza | Terra rossa | Ernests Gulbis       | 1-6, 6(5)-7      |

### Doppio

#### Vittorie (2)
| Legenda              |
| Grande Slam (0)      |
| ATP Finals (0)       |
| ATP Masters 1000 (0) |
| ATP Tour 500 (0)     |
| ATP Tour 250 (2)     |

| N. | Data         | Torneo                     | Superficie      | Compagno        | Avversari in finale         | Punteggio |
| 1. | 4 marzo 2018 | Brasil Open, San Paolo     | Terra rossa (i) | Máximo González | Wesley Koolhof Artem Sitak  | 6-4, 6-2  |
| 2. | 2 marzo 2019 | Brasil Open, San Paolo (2) | Terra rossa (i) | Máximo González | Luke Bambridge Jonny O'Mara | 6-4, 6-3  |

#### Finali perse (3)
| Legenda doppio       |
| Grande Slam (0)      |
| ATP Finals (0)       |
| ATP Masters 1000 (0) |
| ATP Tour 500 (0)     |
| ATP Tour 250 (3)     |

| N. | Data           | Torneo                        | Superficie  | Compagno          | Avversari in Finale            | Punteggio           |
| 1. | 4 agosto 2018  | Austrian Open, Kitzbühel      | Terra rossa | Daniele Bracciali | Roman Jebavý Andrés Molteni    | 2-6, 4-6            |
| 2. | 21 luglio 2019 | Swedish Open, Båstad          | Terra rossa | Horacio Zeballos  | Sander Gillé Joran Vliegen     | 7-6(5), 5-7, [5-10] |
| 3. | 14 marzo 2021  | Chile Open, Santiago del Cile | Terra rossa | Jaume Munar       | Simone Bolelli Máximo González | 6(3)-7, 4-6         |

### Tornei minori

#### Singolare

##### Vittorie (13)
| Legenda tornei minori |
| Challenger (12)       |
| Futures (1)           |

| N.  | Data              | Torneo                                   | Superficie  | Avversario in finale   | Punteggio        |
| 1.  | 1º febbraio 2009  | Guatemala F1, Guatemala                  | Cemento     | Nicolas Santos         | 6-3, 6-4         |
| 2.  | 30 agosto 2009    | Internazionali di Manerbio, Manerbio     | Terra rossa | Leonardo Tavares       | 6-1, 6-3         |
| 3.  | 26 aprile 2010    | Roma Open, Roma                          | Terra rossa | Florian Mayer          | 6-4, 6-3         |
| 4.  | 28 gennaio 2013   | Open Bucaramanga, Bucaramanga            | Terra rossa | Wayne Odesnik          | 7-6, 6-3         |
| 5.  | 15 aprile 2013    | Open Barranquilla, Barranquilla          | Terra rossa | Facundo Bagnis         | 6-3, 6-2         |
| 6.  | 19 aprile 2015    | Sarasota Open, Sarasota                  | Terra verde | Facundo Bagnis         | 6-4, 6-2         |
| 7.  | 28 giugno 2015    | Aspria Tennis Cup, Milano                | Terra rossa | Rogério Dutra Silva    | 6-1, 7-6         |
| 8.  | 4 ottobre 2015    | Due Ponti Challenger, Roma               | Terra rossa | Filip Krajinović       | 1–6, 6–3, 6–4    |
| 9.  | 25 giugno 2017    | Internazionali dell'Umbria, Todi         | Terra rossa | Marco Cecchinato       | 7–5, 6–1         |
| 10. | 21 ottobre 2017   | Open Cali I, Cali                        | Terra rossa | Guilherme Clezar       | 7–6, 7–5         |
| 11. | 23 settembre 2018 | Biella Challenger, Biella                | Terra rossa | Stefano Napolitano     | 6–4, 6–3         |
| 12. | 14 luglio 2019    | Internazionali Città di Perugia, Perugia | Terra rossa | Guillermo García López | 6-0, 1-6, 7–6(5) |
| 13. | 24 giugno 2023    | Cali Open, Cali                          | Terra rossa | Guido Andreozzi        | 6-4, 6(6)-7, 6-3 |

##### Sconfitte (10)
| Legenda tornei minori |
| Challenger (8)        |
| Futures (2)           |

| N.  | Data              | Torneo                                         | Superficie  | Avversario in finale | Punteggio     |
| 1.  | 22 marzo 2009     | Italy F3, Roma                                 | Terra rossa | Tim Goransson        | 4-6, 3-6      |
| 2.  | 25 maggio 2009    | Argentina F7, Córdoba                          | Terra rossa | Jorge Aguilar        | 3-6, 4-6      |
| 3.  | 4 aprile 2010     | Tennis Napoli Cup, Napoli                      | Terra rossa | Rui Machado          | 4-6, 4-6      |
| 4.  | 18 luglio 2010    | Riviera di Rimini Challenger, Rimini           | Terra rossa | Paolo Lorenzi        | 2-6, 0-6      |
| 5.  | 26 settembre 2013 | Liberec Open, Liberec                          | Terra rossa | Jiří Veselý          | 7–6, 6–7, 4–6 |
| 6.  | 11 giugno 2017    | Czech Open, Prostějov                          | Terra rossa | Jiří Veselý          | 7–5, 1–6, 5–7 |
| 7.  | 2 luglio 2017     | Aspria Tennis Cup, Milano                      | Terra rossa | Guido Pella          | 2–6, 1–2 rit. |
| 8.  | 7 ottobre 2018    | Campeonato Internacional de Campinas, Campinas | Terra rossa | Cristian Garín       | 3–6, 4–6      |
| 9.  | 13 ottobre 2018   | Santo Domingo Open, Santo Domingo              | Terra verde | Cristian Garín       | 4–6, 7–5, 4–6 |
| 10. | 10 novembre 2019  | Uruguay Open, Montevideo                       | Terra rossa | Jaume Munar          | 5–7, 2–6      |

#### Doppio

##### Vittorie (4)
| Legenda tornei minori |
| Challenger (4)        |
| Futures (0)           |

| N. | Data             | Torneo                           | Superficie  | Compagno       | Avversario in finale              | Punteggio           |
| 1. | 6 marzo 2011     | Challenger Salinas, Salinas      | Terra rossa | Facundo Bagnis | Rogério Dutra da Silva João Souza | 6-2, 6-1            |
| 2. | 4 settembre 2011 | Città di Como Challenger, Como   | Terra rossa | Renzo Olivo    | Martín Alund Facundo Argüello     | 6-1, 6-4            |
| 3. | 18 marzo 2012    | Morocco Tennis Tour Rabat, Rabat | Terra rossa | Iñigo Huegun   | Martin Kližan Stéphane Robert     | 6(3)–7, 6–1, [10–5] |
| 4. | 14 aprile 2013   | Open Barranquilla, Barranquilla  | Terra rossa | Facundo Bagnis | Fabiano de Paula Stefano Ianni    | 6–3, 7–5            |

##### Sconfitte (10)
| Legenda tornei minori |
| Challenger (6)        |
| Futures (4)           |

| N.  | Data              | Torneo                                   | Superficie  | Compagno                | Avversario in finale                     | Punteggio           |
| 1.  | 4 maggio 2008     | Spain F17                                | Terra rossa | Pedro Clar-Rossello     | Agustin Boje-Ordonez Pablo Martin-Adalia | 6(7)-7, 5-7         |
| 2.  | 14 settembre 2008 | Argentina F10                            | Terra rossa | Nicolas Pastor          | Juan Ferrer Mauro Ferrer                 | 2-6, 2-6            |
| 3.  | 29 marzo 2009     | Italy F4                                 | Terra rossa | Nicolas Pastor          | Leonardo Azzaro Daniele Giorgini         | 0-6, 7-5, [3-10]    |
| 4.  | 31 maggio 2009    | Argentina F7                             | Terra rossa | Juan Vazquez-Valenzuela | Jorge Aguilar Rodrigo Pérez              | w/o                 |
| 5.  | 11 ottobre 2010   | Copa Buenos Aires, Buenos Aires          | Terra rossa | Jorge Aguilar           | Carlos Berlocq Brian Dabul               | 3-6, 2-6            |
| 6.  | 26 giugno 2011    | Marburg Open, Marburgo                   | Terra rossa | Horacio Zeballos        | Martin Emmrich Björn Phau                | 6(3)-7, 2-6         |
| 7.  | 25 marzo 2012     | Morocco Tennis Tour Marrakech, Marrakech | Terra rossa | Iñigo Huegun            | Martin Kližan Daniel Muñoz de la Nava    | 3-6, 6-1, [10-12]   |
| 8.  | 6 gennaio 2013    | Aberto de São Paulo, San Paolo           | Terra rossa | Renzo Olivo             | James Cerretani Adil Shamasdin           | 7-6(5), 1-6, [9-11] |
| 9.  | 10 marzo 2013     | Santiago Challenger, Santiago del Cile   | Terra rossa | Diego Junqueira         | Marcelo Demoliner João Souza             | 5-7, 1-6            |
| 10. | 31 marzo 2013     | Open Pereira, Pereira                    | Terra rossa | Facundo Bagnis          | Nicolás Barrientos Eduardo Struvay       | 6-3, 3-6, [6-10]    |

## Risultati in progressione
| Sigla | Risultato               |
| ----- | ----------------------- |
| V     | Vincitore               |
| F     | Finalista               |
| SF    | Semifinalista           |
| O     | Oro olimpico            |
| A     | Argento olimpico        |
| SF    | Bronzo olimpico         |
| QF    | Quarti di Finale        |
| 4T    | Quarto turno            |
| 3T    | Terzo turno             |
| 2T    | Secondo turno           |
| 1T    | Primo turno             |
| RR    | Round Robin             |
| LQ    | Turno di qualificazione |
| A     | Assente                 |
| ND    | Non disputato           |

| Legenda superfici    |
| -------------------- |
| Cemento              |
| Terra battuta        |
| Erba                 |
| Superficie variabile |

### Singolare
| Torneo                     | 2010          | 2011          | 2012 | 2013          | 2014          | 2015          | 2016 | 2017          | 2018          | 2019          | 2020          | 2021 | 2022 | 2023 | V-S   |
| Tornei Grande Slam         |               |               |      |               |               |               |      |               |               |               |               |      |      |      |       |
| Australian Open, Melbourne | Q1            | A             | A    | A             | 1T            | 1T            | 3T   | 1T            | 1T            | 1T            | 2T            | A    | 1T   | Q1   | 3-8   |
| Open di Francia, Parigi    | Q1            | Q2            | Q2   | 2T            | 1T            | 1T            | 1T   | 1T            | 2T            | 2T            | 1T            | 4T   | 2T   | Q2   | 7-10  |
| Wimbledon, Londra          | A             | Q1            | A    | A             | 1T            | 1T            | 1T   | A             | 1T            | 1T            | ND            | 1T   | 1T   | A    | 0-7   |
| US Open, New York          | Q1            | A             | Q1   | Q1            | 2T            | 1T            | 2T   | A             | 1T            | 1T            | 1T            | 1T   | 1T   | Q1   | 2-8   |
| Vittorie-Sconfitte         | 0-0           | 0-0           | 0-0  | 1-1           | 1-4           | 0-4           | 3-4  | 0-2           | 1-4           | 1-4           | 1-3           | 3-3  | 1-4  | 0-0  | 12-33 |
| Giochi Olimpici            |               |               |      |               |               |               |      |               |               |               |               |      |      |      |       |
| Giochi Olimpici            | Non disputati | Non disputati | A    | Non disputati | Non disputati | Non disputati | 1T   | Non disputati | Non disputati | Non disputati | Non disputati | A    | ND   | ND   | 0-1   |
| Vittorie-Sconfitte         | Non disputati | Non disputati | 0-0  | Non disputati | Non disputati | Non disputati | 0-1  | Non disputati | Non disputati | Non disputati | Non disputati | 0-0  | ND   | ND   | 0-1   |

### Doppio
| Torneo                     | 2013          | 2014          | 2015          | 2016 | 2017          | 2018          | 2019          | 2020          | 2021 | 2022 | V-S  |
| Tornei Grande Slam         |               |               |               |      |               |               |               |               |      |      |      |
| Australian Open, Melbourne | A             | 1T            | 1T            | 1T   | 1T            | 1T            | A             | 2T            | A    | 1T   | 1-7  |
| Open di Francia, Parigi    | A             | 1T            | 1T            | 2T   | A             | 2T            | 3T            | A             | 1T   | 1T   | 4-7  |
| Wimbledon, Londra          | A             | 1T            | A             | 2T   | A             | 2T            | 1T            | ND            | 1T   | 1T   | 2-6  |
| US Open, New York          | 1T            | 1T            | 2T            | 1T   | A             | A             | 2T            | A             | 1T   | A    | 2-6  |
| Vittorie-Sconfitte         | 0-1           | 0-4           | 1-3           | 2-4  | 0-1           | 2-3           | 3-3           | 1-1           | 0-3  | 0-3  | 9-26 |
| Giochi Olimpici            |               |               |               |      |               |               |               |               |      |      |      |
| Giochi Olimpici            | Non disputati | Non disputati | Non disputati | 1T   | Non disputati | Non disputati | Non disputati | Non disputati | A    | ND   | 0-1  |
| Vittorie-Sconfitte         | Non disputati | Non disputati | Non disputati | 0-1  | Non disputati | Non disputati | Non disputati | Non disputati | A    | ND   | 0-1  |

### Vittorie contro top 10 per stagione
| Stagione | 2013 | 2014 | 2015 | 2016 | Totale |
| Vittorie | 1    | 0    | 1    | 1    | 3      |

| #    | Giocatore     | Rank | Torneo                          | Superficie  | Turno | Punteggio        |
| ---- | ------------- | ---- | ------------------------------- | ----------- | ----- | ---------------- |
| 2013 |               |      |                                 |             |       |                  |
| 1.   | Roger Federer | 5    | German Open, Amburgo            | Terra rossa | SF    | 7–6(7), 7–6(4)   |
| 2015 |               |      |                                 |             |       |                  |
| 2.   | Stan Wawrinka | 9    | Geneva Open, Ginevra            | Terra rossa | QF    | 6–4, 6–4         |
| 2016 |               |      |                                 |             |       |                  |
| 3.   | Andy Murray   | 2    | Indian Wells Open, Indian Wells | Cemento     | 3T    | 6–4, 4–6, 7–6(3) |